# جائزة أبطال الأرض

جيزيل بوندشين تفوز بجائزة أبطال الأرض لبرنامج الأمم المتحدة للبيئة لعام 2014

جائزة أبطال الأرض Champions of the Earth هي تكريم بيئي تمنحه الأمم المتحدة للقادة البارزين من الحكومات والمجتمع المدني والقطاع الخاص. الذين يقومون بالإلهام والدفاع والحشد والعمل لمواجهة أكبر التحديات البيئية .

## تاريخها
منذ إنشائها عام 2005 أبرزت جائزة أبطال الأرض السنوية دور وإقرار بعض قادة البيئة الأكثر ديناميكية في العالم، بدءاً من العلماء الرواد وقادة الصناعة وصولاً إلى رؤساء الدول ونشطاء المجتمع. وتحتفي الجوائز بأمثلة ملهمة وتحفيزية لإمكانات العمل الفردي والجماعي لإحداث تغيير في العالم. حتى نوفمبر 2022 كرمت الجائزة 111 فائزا: 26 من قادة العالم، و69 فردا، و16 منظمة.

## مجالات الجائزة
1. مجال السياسات والقيادة – تُمح هذه الفئة من الجوائز إلى الأفراد أو المنظمات في القطاع العام التي أحدثت تغييراً عميقًا وإيجابيًا في مجال البيئة، داخل بلدانهم أو على المستوى الدولي.
2. مجال الإلهام والعمل - تُمح هذه الفئة من الجوائز إلى الأفراد أو المنظمات التي اتخذت إجراءات بيئية جريئة، والتي من خلالها ألهمت الآخرين على اتباع خطاهم.
3. مجال الرؤية الريادية - تُمح هذه الفئة من الجوائز إلى الأفراد أو المنظمات التي تحدت الوضع الراهن لإثبات أن الاستدامة البيئية لا تتعارض مع أهداف الأعمال التجارية والتجارة.
4. مجال العلوم والابتكار - تُمح هذه الفئة من الجوائز إلى الأفراد أو المنظمات الذين يدفعون حدود التكنولوجيا لتحقيق منافع بيئية عميقة. يخترعون إمكانيات لعالم أكثر استدامة.

## الفائزون بالجائزة 2020 حسب الترتيب الأبجدي
- منح السيد فرانك باينيماراما رئيس وزراء فيجي، الجائزة في فئة قيادة السياسات تكريماً لعمله في مجال العمل المناخي العالمي والتزامه بالتنمية الوطنية المراعية للمناخ. [6]
- منح الدكتور فابيان ليندرتس (ألمانيا)، الجائزة في فئة العلوم والابتكار تكريماً لاكتشافاته في علم الحيوان وعمله في نهج "توحيد الأداء في مجال الصحة"
- منح السيدة ميندي لوبر (الولايات المتحدة الأمريكية)، الجائزة في فئة مجال الرؤية الريادية لالتزامها بتحويل أسواق رأس المال إلى أسواق خضراء مراعية للبيئة من خلال حشد كبار المستثمرين والشركات وتقديم دراسات الجدوى للعمل المناخي والاستدامة
- منح السيدة نيمونتي نينكويمو (إكوادور)، الجائزة في فئة الإلهام والعمل لقيادتها وتوحيد العمل مع مجتمعات السكان الأصليين الذي أدى إلى وقف أعمال التنقيب في غابات الأمازون المطيرة في الإكوادور
- منح السيد ياكوبا ساوادوغو (بوركينا فاسو)، الجائزة أيضًا في فئة الإلهام والعمل لتعليم المزارعين الحل التقليدي القائم على الطبيعة الذي توصل إليه ياكوبا لتجديد تربتهم وتحويل الأراضي القاحلة إلى أراضٍ صالحة للزراعة وغابات عبر إفريقيا